# Lijst van Belgische adelsverheffingen 1930
Personen die in 1930 in de Belgische adel werden opgenomen of een adellijke titel verkregen.

## Graaf
- Ridder Maurice de Patoul (1875-1965), grootmaarschalk aan het hof bij de koningen Albert I en Leopold III, de titel graaf, overdraagbaar bij eerstgeboorte en, na conversie in 1961 overdraagbaar op zijn neef, ridder André de Patoul (1912-2006).

## Baron
- Hyacinthe Beltjens, administrateur van de Staatsveiligheid, erfelijke adel en titel van baron, overdraagbaar bij eerstgeboorte.
- Pol-Clovis Boël, erfelijke adel en titel van baron, overdraagbaar bij eerstgeboorte.
- Ernest Eeman (1854-1935), eerste voorzitter hof van beroep van Alexandrië, erfelijke adel en de titel baron, overdraagbaar bij eerstgeboorte.
- James Ensor, kunstschilder, erfelijke adel met de titel van baron, overdraagbaar bij eerstgeboorte.
- Jonkheer Vincent-de-Paul Ernst de Bunswyck (1876-1963), consul-generaal, de titel baron, overdraagbaar bij eerstgeboorte.
- Robert Goffinet (1886-1945), erfelijke adel en de titel baron, overdraagbaar bij eerstgeboorte. Goffinet was intendant van de Civiele Lijst onder Albert I. De koning benoemde hem in de adel met de titel baron, maar Goffinet lichtte nooit de open brieven, zodat de benoeming niet gerealiseerd werd.
- Emmanuel Janssen (1879-1955), bankier en industrieel, erfelijke adel en de titel baron, overdraagbaar bij eerstgeboorte.
- Jules Laermans, kunstschilder, erfelijke adel en de titel baron, overdraagbaar bij eerstgeboorte.
- Julien Liebaert, minister, erfelijke adel en de titel baron, overdraagbaar bij eerstgeboorte.
- Jonkheer Fritz Liebaert (1884-1965), de titel baron, overdraagbaar bij eerstgeboorte.
- Ridder Edmond de Moreau d'Andoye (1902-1984), de titel baron, overdraagbaar bij eerstgeboorte.
- Ridder Léopold de Moreau (1872-1942), inspecteur-generaal ministerie van Buitenlandse Zaken, de titel baron, overdraagbaar bij eerstgeboorte.
- Charles Nicaise (1872-1956), verheffing, erfelijke adel, baron, overdraagbaar bij eerstgeboorte.
- Jonkheer Adolphe Papeians de Morchoven dit van der Strepen (1846-1940), de titel baron, overdraagbaar bij eerstgeboorte.
- Jonkheer Albert du Roy de Blicquy (1869-1940), luitenant-generaal, de titel baron, overdraagbaar bij eerstgeboorte.
- Jonkheer Florent de Selys de Fanson (1884-1941), diplomaat, de titel baron, overdraagbaar bij eerstgeboorte.
- Charles de la Vallée Possin (1866-1962), hoogleraar, erfelijke adel en de titel baron, overdraagbaar bij eerstgeboorte.
- Jonkheer Michel de Witte de Haelen (1907-1993), benedictijn, de titel baron, overdraagbaar bij eerstgeboorte. In 1978: overdraagbaar op zijn neef Bruno de Waitte de Haelen (1930- ).
- Jonkheer Maurice de Woot de Trixhe de Jannée (1881-1957), burgemeester van Pessoux, de titel baron, overdraagbaar bij eerstgeboorte.

## Ridder
- Jonkheer Alfred de Creeft (1888-1954), notaris, de titel ridder, overdraagbaar bij eerstgeboorte.
- Jonkheer Leon de Creeft (1889-1944), majoor, de titel ridder, overdraagbaar bij eerstgeboorte.
- Jonkheer Walther de Creeft (1901-1984), ambtenaar, de titel ridder, overdraagbaar bij eerstgeboorte.
- François Portmans, senator, erfelijke adel en de titel ridder, overdraagbaar bij eerstgeboorte.

## Jonkheer
- Edgar de Cooman d'Herlinckhove (1872-1935), afgevaardigde-bestuurder Delhaize Frères, erfelijke adel.
- Henry Dessain (1867-1936), erfelijke adel.
- Georges Dessain (1873-1952), erfelijke adel.
- Adolphe Dessain (1876-1955), erfelijke adel.
- Erard Dessain (1883-1966), erfelijke adel.
- Louis Gourdet (1897-1987), erfelijke adel.
- Paul Gourdet (1898-1969), erfelijke adel.
- Jacques Gourdet 1901- ), notaris, erfelijke adel.
- Jean Gourdet (1912-1936), erfelijke adel.
- Alfred Leclercq (1887-1974), kolonel, erfelijke adel.
- Arthur Ligy, senator, erfelijke adel.
- William Roelants (1862-1938), provinciaal griffier Limburg, erfelijke adel.
- Alfred de Streel (1864-1950), inspecteur-generaal ministerie Buitenlandse Zaken, erfelijke adel.
- Paul de Streel (1866-1944), burgemeester van Hevillers, erfelijke adel.